# Leichtathletik-Europameisterschaften 1986/Marathon der Frauen

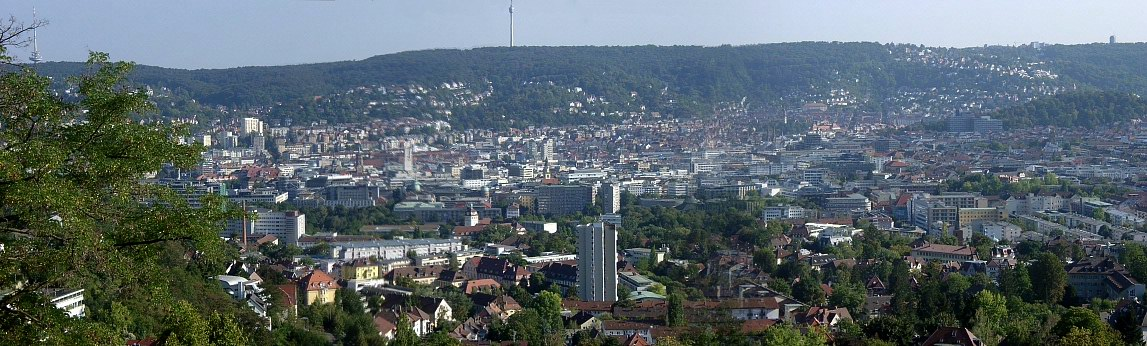
Blick auf Stuttgart vom Bismarckturm im Jahr 2004

Der Marathonlauf der Frauen bei den Leichtathletik-Europameisterschaften 1986 fand am 26. August 1985 in Stuttgart, BR Deutschland, statt.
Die Portugiesin Rosa Mota gewann das Rennen in 2:28:38 h. Vizeeuropameisterin wurde die Italienerin Laura Fogli. Kazjaryna Chramenkawa aus der Sowjetunion gewann die Bronzemedaille.

## Rekorde / Bestleistungen
Anmerkung:
Rekorde wurden damals im Marathonlauf und Straßengehen wegen der unterschiedlichen Streckenbeschaffenheiten mit Ausnahme von Meisterschaftsrekorden nicht geführt.

### Bestehende Bestmarken
| Weltbestzeit         | Ingrid Kristiansen | 2:21:06 h | London-Marathon 1985 | 21. April 1985     |
| Europabestzeit       | Ingrid Kristiansen | 2:21:06 h | London-Marathon 1985 | 21. April 1985     |
| Meisterschaftsrekord | Rosa Mota          | 2:36:04 h | EM in Athen          | 12. September 1982 |

### Rekordverbesserung
Mit ihrer Siegerzeit von 2:28:38 h verbesserte die portugiesische Europameisterin Rosa Mota ihren eigenen Europameisterschaftsrekord um 7:26 min. Zur Welt- und Europabestzeit fehlten ihr 7:32 min.

## Legende
Kurze Übersicht zur Bedeutung der Symbolik – so üblicherweise auch in sonstigen Veröffentlichungen verwendet:
| CR  | Championshiprekord                       |
| DNF | Wettkampf nicht beendet (did not finish) |

## Ergebnis

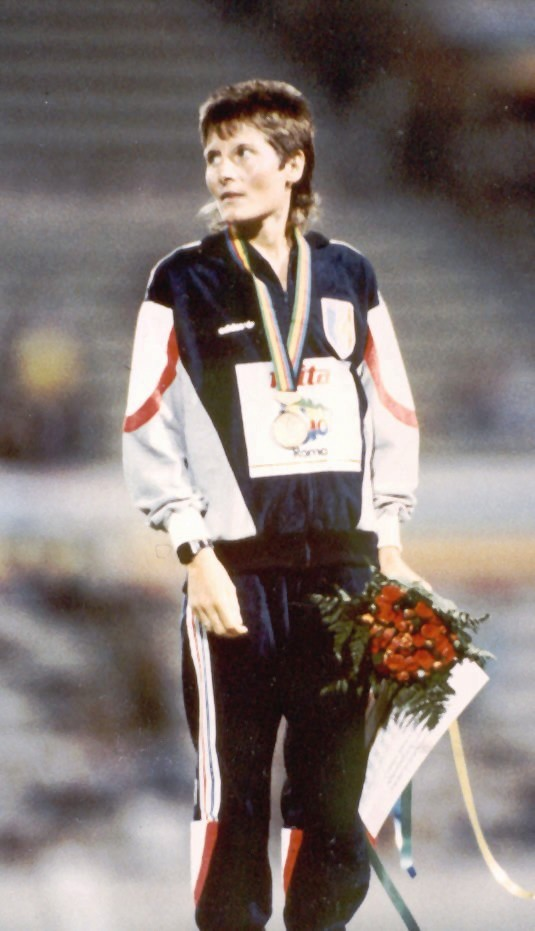
Jocelyne Villeton – Rang fünf

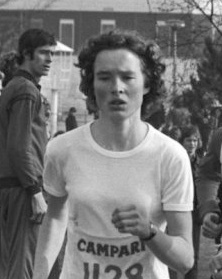
Carla Beurksen – Rang sieben

26. August 1982, 18:00 Uhr
| Platz | Athletin               | Land           | Zeit (h)   |
| ----- | ---------------------- | -------------- | ---------- |
|       | Rosa Mota              | Portugal       | 2:28:38 CR |
|       | Laura Fogli            | Italien        | 2:32:52    |
|       | Kazjaryna Chramenkawa  | Sowjetunion    | 2:34:14    |
| 04    | Sinikka Keskitalo      | Finnland       | 2:34:31    |
| 05    | Jocelyne Villeton      | Frankreich     | 2:35:17    |
| 06    | Bente Moe              | Norwegen       | 2:35:34    |
| 07    | Carla Beurskens        | Niederlande    | 2:39:05    |
| 08    | Paola Moro             | Italien        | 2:39:19    |
| 09    | Maria Rebelo-Lelut     | Frankreich     | 2:40:20    |
| 10    | Agnes Pardaens         | Belgien        | 2:40:33    |
| 11    | Mercedes Calleja       | Spanien        | 2:40:46    |
| 12    | Genoveva Eichenmann    | Schweiz        | 2:41:54    |
| 13    | Rita Marchisio         | Italien        | 2:42:06    |
| 14    | Jeanette Nordgren-Ling | Schweden       | 2:42:39    |
| 15    | Luzia Sahli            | Schweiz        | 2:42:54    |
| 16    | Solveig Harrysson      | Schweden       | 2:43:16    |
| 17    | Irina Bogatschowa      | Sowjetunion    | 2:43:30    |
| 18    | Sylviane Geffray       | Frankreich     | 2:43:34    |
| 19    | Sirkku Kumpulainen     | Finnland       | 2:45:26    |
| 20    | Ágnes Sipka            | Ungarn         | 2:45:36    |
| 21    | Grazyna Mierzejewska   | Polen          | 2:45:36    |
| 22    | Helena Comsa           | Schweiz        | 2:50:13    |
| 23    | Linda Delvaux          | Luxemburg      | 2:52:07    |
| DNF   | Veronique Marot        | Großbritannien |            |
| DNF   | Rita Borralho          | Portugal       |            |
| DNF   | María Luisa Irizar     | Spanien        |            |
| DNF   | Gabriela Górzyńska     | Polen          |            |
| DNF   | Heidi Hutterer         | BR Deutschland |            |
| DNF   | Kersti Jakobsen        | Dänemark       |            |
| DNF   | Katrin Dörre           | DDR            |            |
| DNF   | Nadeschda Gumerowa     | Sowjetunion    |            |